# Karl von Winckler
Karl von Winckler, auch häufig Karl von Winkler geschrieben (* 8. Dezember 1912 in Stainach, Österreich-Ungarn; † 11. Februar 1988 in Ottobrunn) war ein österreichisch-deutscher Unternehmer und Geschäftsmann. Sein Nachname war auch in Österreich 'von Winckler', da argumentiert wurde, dass es sich um einen deutschen Adel handle, und das 'von' daher als Namensteil anzusehen sei. (Seine Nachkommen konnten daher das 'von' bis zum Jahr 2014 legitim benutzen, da erst da diese Rechtsauffassung geändert wurde).

## Leben
Karl von Winckler wurde 1908 als Sohn von Carl von Winckler und seiner Ehefrau Johanna, geborene Stögmüller geboren.
Nach dem Schulbesuch studierte Winckler Staatswissenschaften an der Universität Wien. Er schloss sein Studium mit der Promotion zum Dr. rer. pol. ab. In den frühen 1930er Jahren gehörte Winckler dem konservativen Kreis um Carl von Jordans an, der versuchte, dem Aufstieg des Nationalsozialismus entgegenzuwirken und eine Übergabe des Staatsgewalt an die nationalsozialistische Partei zu verhindern. Durch den Jordans-Kreis freundete Winckler sich unter anderem mit Wilhelm Freiherr von Ketteler und Nikolaus Christoph von Halem an. Über Ketteler und Halem wurde Winckler nach 1934 Mitglied eines deutsch-österreichischen Netzwerkes, das bis 1938 den  Bestrebungen der Hitler-Regierung auf einen Anschluss Österreichs an das Deutsche Reich entgegenwirkte.
Von 1937 bis 1938 war er für den Zweckverband Warenhäuser und Einheitspreisgeschäfte in Berlin tätig. Anschließend arbeitete er von 1938 bis 1945 als Privatsekretär von Nikolaus Graf von Ballestrem in Gleiwitz. 1939 heiratete Winckler Gertrud Dangl († 1967). 1968 folgte eine zweite Eheschließung mit Ruth Fehling.
Nach dem Zweiten Weltkrieg war Winckler zunächst von 1945 bis 1952 Direktor der Österreichischen Kontor GmbH in Graz, Wien und Salzburg. Dann zunächst von 1952 bis 1958 stellvertretender Direktor der zum Flick-Konzern gehörenden Buderus’schen Eisenwerke in Wetzlar. Seit 1958 gehörte er auch dem Vorstand dieses Konzerns an, dessen Vorsitzender er 1967 wurde. Außerdem saß er als Vorsitzender im Beirat der Burger Eisenwerke AG in Burg.
Für seine Leistungen wurde Winckler unter anderem 1973 mit dem Großen Verdienstkreuz der Bundesrepublik Deutschland ausgezeichnet.